# بحيرة ستارفايشن
بحيرة ستارفايشن (بالإنجليزية: Starvation Lake) هي بحيرة طبيعية تقع في مقاطعة كالكاسكا بولاية ميشيغان في الولايات المتحدة. تبلغ مساحة البحيرة نحو 0.5 كم²، ويصل أقصى عمق لها إلى 14 متر. تعتمد البحيرة في تغذيتها على الينابيع المغمورة والأمطار.

## أصل التسمية
تعود تسمية ستارفايشن (أي "الجوع" أو "المجاعة") إلى أسطورة محلية، تقول إن أحد الصيادين قد توفي جوعًا بالقرب من البحيرة بعدما علِق في فخه أثناء عاصفة ثلجية. وهناك روايات أخرى عن مجرمين فقدوا طريقهم وتوفوا جوعًا في المنطقة المجاورة.